# Pöllauberg
Pöllauberg osztrák község Stájerország Hartberg-fürstenfeldi járásában. 2017 januárjában 2069 lakosa volt.

## Elhelyezkedése

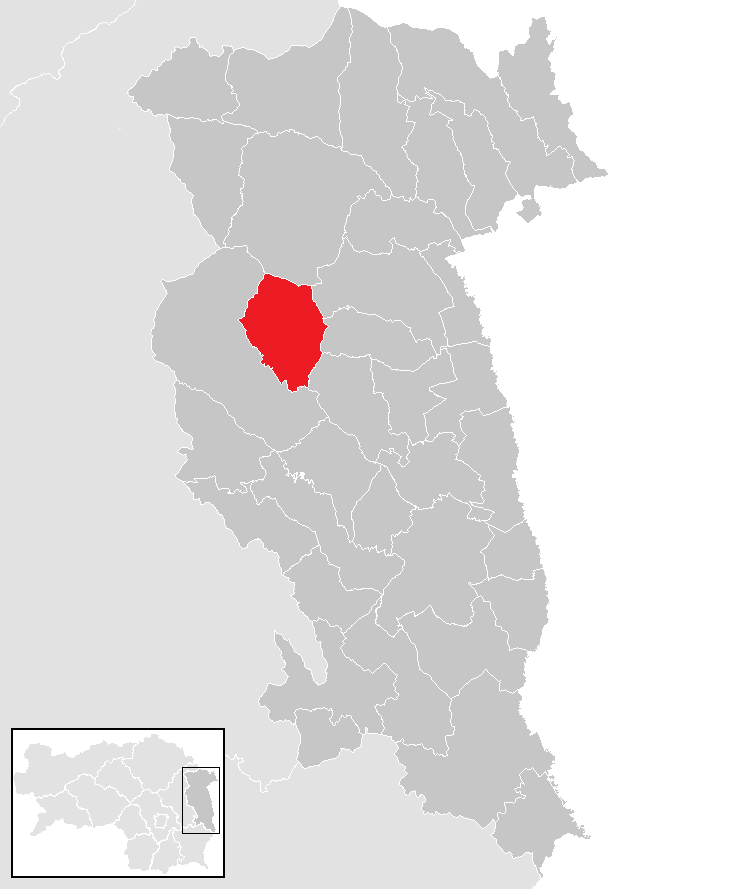
Pöllauberg a Hartberg-fürstenfeldi járásban

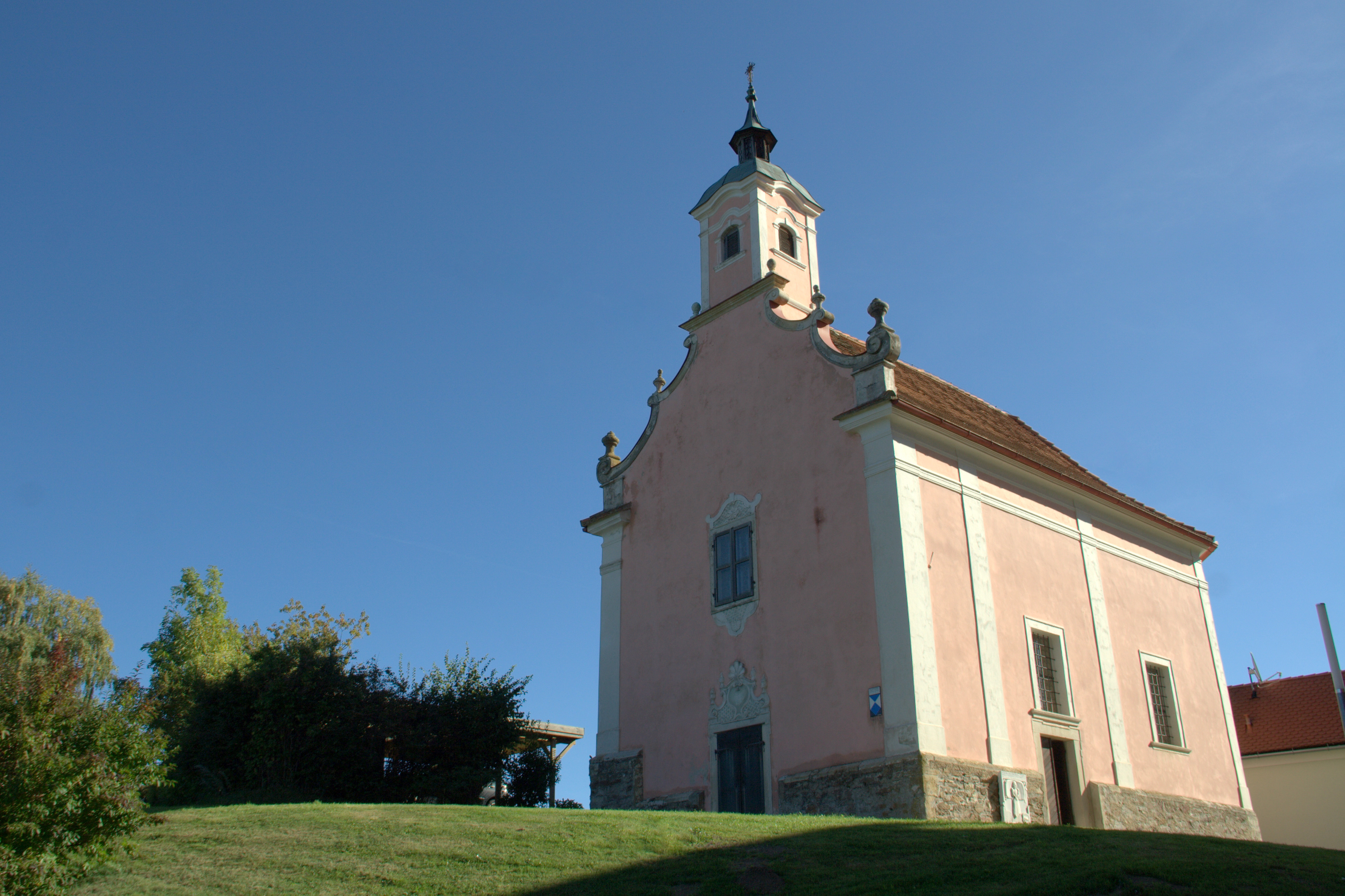
A Szt. Anna-templom

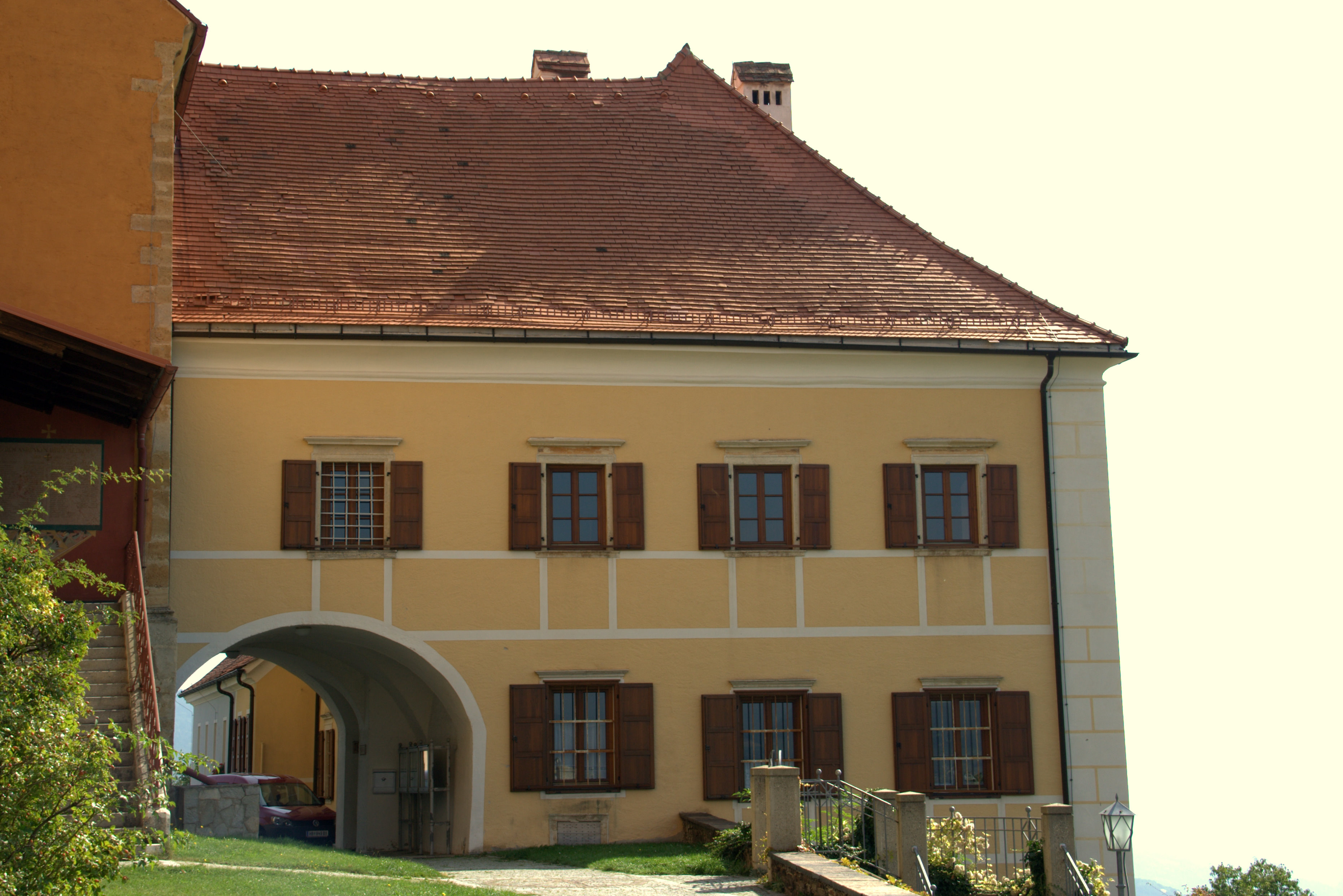
A plébánia

Pöllauberg a Joglland dombságán fekszik, a Pöllai Safen folyó bal partján, kb. 10 km-re nyugatra a járási központ Hartbergtől és 38 km-re északkeletre Graztól. Területe a Pöllauvölgyi natúrparkhoz tartozik. Legmagasabb pontja az 1261 méteres Masenberg. Az önkormányzat 3 települést egyesít: Oberneuberg (783 lakos), Unterneuberg (558 lakos) és Zeil-Pöllau (774 lakos). A polgármesteri hivatal Oberneubergben található.  
A környező önkormányzatok: északra Vorau, északkeletre Grafendorf bei Hartberg, keletre Greinbach, délkeletre Hartberg Umgebung, délnyugatra Pöllau. 	

## Története
I. Lipót stájer őrgróf 1125-1128 között adományozott miniszteriálisi birtokot a Stuberberg család ősének, Wulfingnak; ebbe beletartozott a mai Pöllauberg területe is. Wulfing telepeseket hozatott, akiknek a Pöllau feletti lejtőkön adott földeket. A pöllaui kolostor apátja, Michael Josef Maister 1685-ben iskolát alapított Pöllaubergben. Utódja, Ortehhofen apát 1707-ben egyházközségi rangra emelte a települést. Az egyházközséget 1770-ben három közigazgatási részre osztották. A három katasztrális község, Oberneuberg, Unterneuberg és Zeil-Pöllau csak 1968-ban egyesült közös önkormányzattá. 
Adolf Hitler Unterneubergnek 2002-ig, Zeil-Pöllaunak 2003-ig volt díszpolgára.

## Lakosság
A pöllaubergi önkormányzat területén 2017 januárjában 2069 fő élt. A lakosságszám 1981-ben érte el a csúcspontját 2325 fővel, azóta csökkenő tendenciát mutat. 2015-ben a helybeliek 96,7%-a volt osztrák állampolgár; a külföldiek közül 0,9% a régi (2004 előtti), 1,4% az új EU-tagállamokból érkezett. 0,1% a volt Jugoszlávia (Szlovénia és Horvátország nélkül) vagy Törökország, 0,9% egyéb országok polgára. 2001-ben a lakosok 98%-a római katolikusnak, 0,7% evangélikusnak, 0,7% pedig felekezet nélkülinek vallotta magát. Ugyanekkor 12 magyar (0,5%) élt a községben.

## Látnivalók
- a Pöllaubergi Szűz Mária kegy- és plébániatemplom már a 12. század végén, 13. század elején búcsújáró hely volt egy Szűz Mária-kép miatt. A mai Szt. Anna-templom helyén román stílusú kápolna épült, amelyet főleg szombatonként látogattak; emiatt  a hegy a Szombathegy (Samstagsberg) nevet kapta. A zarándokok tömege miatt 1340 körül egy nagyobb, gótikus templomot kezdtek építeni, a mai kegytemplomot. Alapítója Katharina von Stubenberg volt. Belső terében az eredeti díszítéséből mára csak egy gótikus 15. századi Mária-szobor maradt, a dekoráció többi része barokk stílusú. Főoltára 1710-1730 között készült. Gótikus tornya 1674-ben egy villámcsapás miatt megrongálódott és 1678-ban barokk stílusúval cserélték fel. A kegytemplom ma is Stájerország egyik legfontosabb búcsújáró helye, évente kb 100 ezer zarándok keresi fel.
- a Szt. Anna-templom valamivel a kegytemplom fölött áll a hegyoldalon. A román kápolnát 1532-ben kibővítették, majd később barokk stílusban átépítették. Oltára 1644-ből való.
- az 1694-ben épült plébánia
- Pöllauberg 1986-ban aranyérmet nyert az Entente Florale Europe versenyen, mint Európa legszebb virágos falva, azóta pedig több alkalommal elnyerte a Stájerország legszebb virágos falva díjat.

## Fordítás
- Ez a szócikk részben vagy egészben  a   Pöllauberg című német Wikipédia-szócikk ezen változatának fordításán alapul.  Az eredeti cikk szerkesztőit annak laptörténete sorolja fel. Ez a jelzés csupán a megfogalmazás eredetét és a szerzői jogokat jelzi, nem szolgál a cikkben szereplő információk forrásmegjelöléseként.